# غوستافو لي
غوستافو لي (بالإسبانية: Gustavo Leigh Guzmán)‏ هو ضابط جوي تشيلي، ولد في 19 سبتمبر 1920 في سانتياغو في تشيلي، وتوفي بنفس المكان في 29 سبتمبر 1999.